# 三国神社駅
三国神社駅（みくにじんじゃえき）は、福井県坂井市三国町三国東七丁目にある、えちぜん鉄道三国芦原線の駅である。駅番号はE42。

## 歴史
- 1930年（昭和5年）7月1日：三国芦原電鉄の水居 - 電車三国（現在の三国駅）間に駅開業[1][2][3]。
- 1942年（昭和17年）8月1日：三国芦原電鉄が京福電気鉄道（京福）と合併[4]。同社の三国芦原線の駅となる[2]。
- 1975年（昭和50年）6月1日：駅業務を廃止、無人化（無人駅）[3][5]。
- 2001年（平成13年）6月24日：京福越前本線で列車正面衝突事故が発生（京福電気鉄道越前本線列車衝突事故）[6]。これに伴う全線運行休止により休業[5][7]。
- 2003年（平成15年）
  - 2月1日：京福がえちぜん鉄道に駅施設を譲渡[7]。同社の三国芦原線の駅となる[3]。
  - 8月10日：三国芦原線の西長田（現在の西長田ゆりの里駅） - 三国港間の運行再開に伴い、営業再開[7]。
- 2025年（令和7年）3月15日：利便性向上と覚善踏切の遮断時間短縮のため、快速停車駅となる[8]。

## 駅構造
単式ホーム1面1線を有する地上駅で無人駅である。ホームは待合室以外は駅名標があるのみで屋根がない。入口とホームの間にはスロープが設置されている。また、2017年に坂井市内の4駅で駅名変更された際に、駅名標をイラスト入りの坂井市独自のものに更新している。
| 路線        | 方向 | 行先                                  |
| ----------- | ---- | ------------------------------------- |
| ■三国芦原線 | 上り | ふくい方面 (あわら湯のまち・福井方面) |
| ■三国芦原線 | 下り | みくに方面 (三国・三国港方面)         |

## 利用状況
「坂井市統計年報」によると、1日平均の乗車人員は以下のとおりである。
| 乗車人員推移 | 乗車人員推移 |
| 年度         | 1日平均人数  |
| ------------ | ------------ |
| 2003年       | 39           |
| 2004年       | 47           |
| 2005年       | 56           |
| 2006年       | 62           |
| 2007年       | 59           |
| 2008年       | 66           |
| 2009年       | 67           |
| 2010年       | 69           |
| 2011年       | 71           |
| 2012年       | 67           |
| 2013年       | 72           |
| 2014年       | 67           |
| 2015年       | 72           |
| 2016年       | 74           |
| 2017年       | 71           |
| 2018年       | 73           |
| 2019年       | 72           |
| 2020年       | 55           |
| 2021年       | 58           |
| 2022年       | 68           |

## 駅周辺
この駅から三国港駅まで坂井市三国町の市街地であるが、町内の官公庁は当駅に集中している。
- 坂井市みくに市民センター（坂井市役所三国支所・みくに未来文化ホール）
- 三國神社

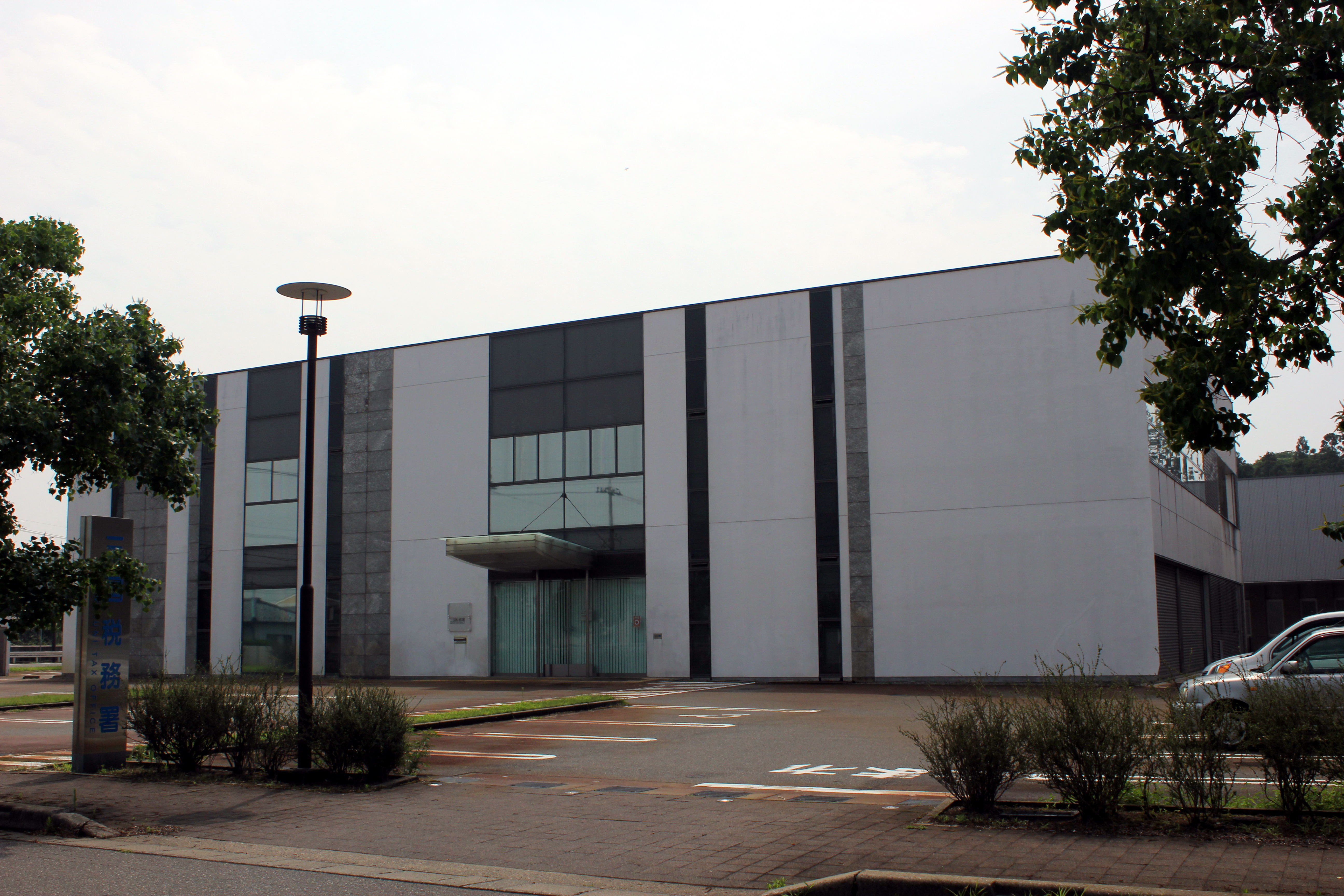
金沢国税局三国税務署
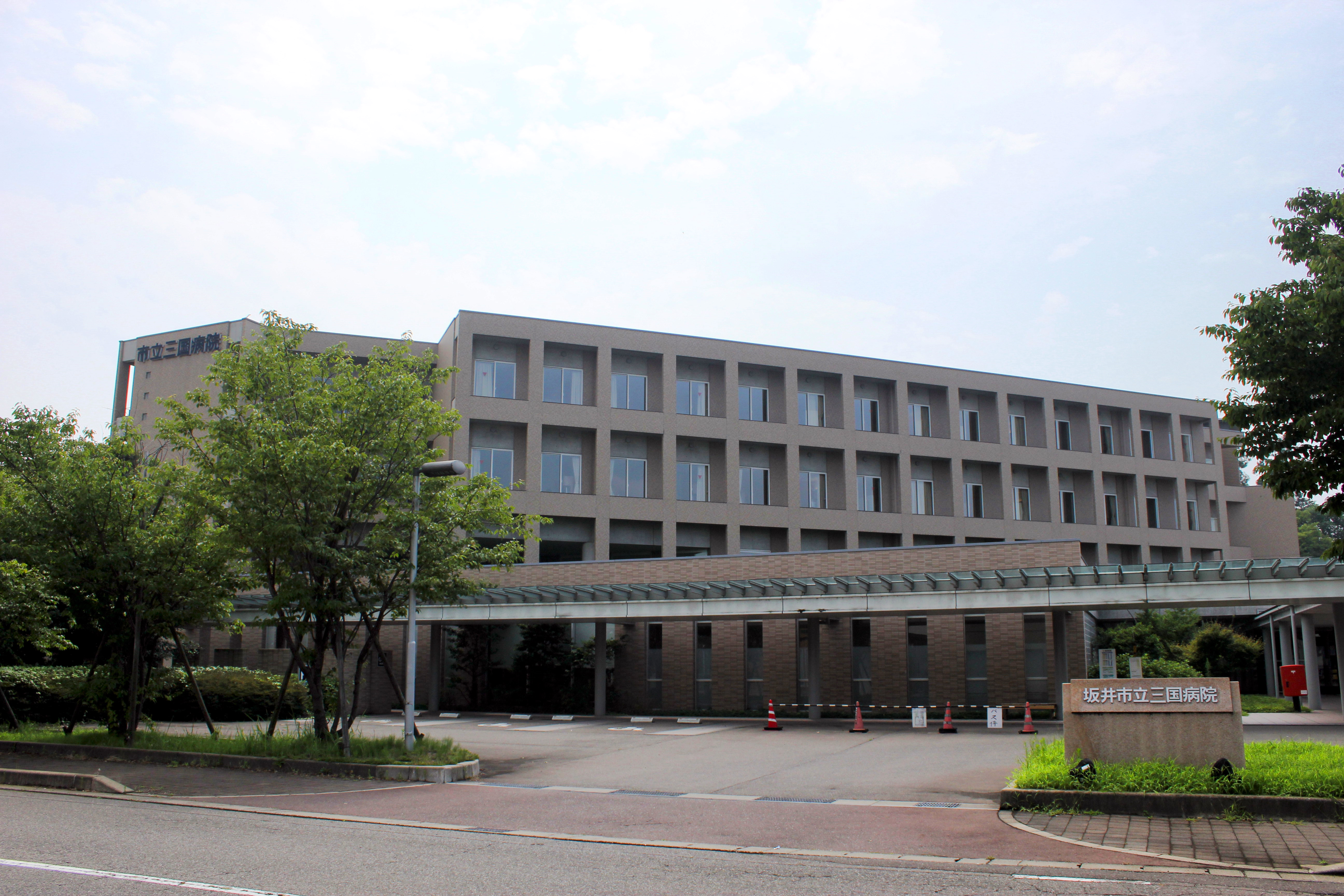
坂井市立三国病院
- 嶺北消防組合嶺北三国消防署
- 坂井市立三国中学校
- 坂井市立三国南小学校
- 福井労働局三国公共職業安定所
- 福井県警察坂井西警察署

- 三国税務署
- 三国病院

## 隣の駅
えちぜん鉄道
■三国芦原線
□快速（上りのみ）
あわら湯のまち駅 (E40) ← 三国神社駅 (E42) ← 三国駅 (E43)
■普通
水居駅 (E41) - 三国神社駅 (E42) - 三国駅 (E43)